# Подвійне послання
Подвійне послання, іноді подвійний зв'язо́к (англ. double bind) — психологічна концепція, що описує комунікативну ситуацію, де суб'єкт отримує взаємно суперечливі (взаємовиключні) вказівки, які належать до різних рівнів комунікації. Концепція сформульована британо-американським науковцем Грегорі Бейтсоном і його помічниками у 1950-х роках.

## Термін
Всі наявні українські переклади англомовного терміна double bind є доволі приблизними, оскільки не містять всіх конотацій відповідних англійських слів. Ці варіанти, очевидно, є кальками відповідних російських перекладів:
- «Подвійне послання»
- «Подвійний зв'язок»[5]
- «Подвійна пастка»[6]
- «Подвійний затиск»[7]
- «Подвійний затискач» — очевидно, копіювання рос. двойной зажим
- «Даблбайнд»[8][9][10] — транскрипція оригінального терміна без перекладу
- Щодо суперечливих вказівок також може вживатися термін «суперечливі месенджери»[2] — від англ. messenger («гонець», «посильний», «зв'язковий»).

## Історія концепції
Під час роботи над проектом Пало-Альто у 1950-х роках психотерапевти Г. Бейтсон, Д. Джексон, Дж. Гейлі, Дж. Вікленд розробили теорію шизофренії, де ключова роль надавалася «концепції подвійних послань». Згідно з їхніми висновками, причиною розвитку шизофренії може бути виховування дитини у родинах, де ситуація подвійного послання є звичайною практикою спілкування.
Теорію подвійного послання викладено у статті «Щодо теорії шизофренії» (1956). Надалі Бейтсон повертався до цієї теми — у лекції «Мінімальні вимоги для теорії шизофренії» (1959, опубл. 1960), у статтях «Групова динаміка шизофренії» (1960), «Подвійне послання, 1969» (1969) та ін.

## Сутність феномену
Поняття «подвійне послання» часто розуміють хибно. Так, в англомовному середовищі поширена думка, що «double bind» — просто поєднання двох вимог, що фізично не можуть бути виконані одночасно, наприклад: «Залишайся там — іди сюди». Насправді ж, логічним ядром феномену double bind у психології прийнято вважати парадоксальний припис у дусі парадокса Епіменіда — заснований на суперечності між тими вимогами, що належать до різних рівнів комунікації. Приклад — «Наказую тобі не виконувати моїх наказів».
Окрім того, подвійність послання у повсякденному спілкуванні може проявлятися у суперечностях між вербальними і невербальними повідомленнями: наприклад, міміка матері виражає несхвалення, у той час як її слова, навпаки — схвалення; ця розбіжність призводить до різних шляхів інтерпретації дитиною її сигналів, і як наслідок — психологічний дискомфорт від невідповідності «висловленого» і «невисловленого, але показаного» послань.
Складові ситуації подвійного послання:
1. Двоє чи більше учасників, один з яких виступає «жертвою».
2. Повторюваний досвід. Це стосується не самого феномену подвійного послання, а етилогії шизофренії — адже подвійний зв'язок є не одиничним психічним переживанням, а багатократною у життєвому досвіді «жертви» ситуацією.
3. Первинний негативний припис, зроблений в одній з двох форм: або «Не роби того-то і того-то, інакше я покараю тебе»; або «Якщо ти не зробиш того-то і того-то, я покараю тебе».
4. Вторинний припис, який дається на більш абстрактному рівні і який вступає в конфлікт з первинним. Так само, як первинний, він таж закріплюється загрозою покарання. Як правило, вторинний припис передають дитині невербальними засобами — позою, жестом, тоном голосу, значущою дією тощо. Вони можуть суперечити будь-якій складовій первинного припису. У перекладі вербальною мовою вторинний припис може повідомляти, наприклад: «Не вважай, що я тебе караю», «Не підкоряйся моїм заборонам», «Не думай про те, чого ти не повинен робити», «Не сумнівайся у моїй любові. Моя заборона є (не є) її проявленням» тощо. Можливі також випадки, коли подвійне послання створюється не одною особою, а двома — наприклад, первинний припис створюється одним з батьків, а вторинний — другим.

Згідно з Бейтсоном, тривалий досвід існування в умовах ситуацій подвійного послання здатний зруйнувати метакомунікативну систему особистості: порушається здатність «обмінюватися з людьми сигналами, що супроводжують повідомлення і вказують, про що йде мова», правильно розрізнювати буквальне і метафоричне (переносне). Особа починає або у всякому висловленні підозрювати прихований сенс, або, навпаки, сприймати все сказане їй буквально, нехтуючи невербальні метакомунікативні сигнали (тон, жести тощо).